# Sergei Likhachev
Pour les articles homonymes, voir Likhatchiov.
Sergei Likhachev (en russe : Сергей Александрович Лихачёв, transcription française : Sergueï Aleksandrovitch Likhatchiov), né le 20 mars 1940 à Bakou, et mort le 18 octobre 2016 à Moscou, est un joueur et entraîneur de tennis soviétique.
Spécialiste du double, il a notamment gagné le tournoi de Monte-Carlo en 1968. En Grand Chelem, il est quart de finaliste à Roland-Garros en 1972 et deux fois huitième de finaliste à Wimbledon. En simple, sa seule performance notable est un huitième à Wimbledon en 1967 après avoir écarté Dick Crealy.
Il a été sacré à 10 reprises champion d'Union Soviétique en double entre 1959 et 1971 et 5 fois en double mixte (dont 4 avec Anna Dmitrieva). Il est aussi triple champion d'Europe amateur en double (1969, 1970, 1972)
Il a pris part à 33 rencontres de Coupe Davis avec l'équipe d'Union Soviétique. Il s'impose rapidement comme le meilleur joueur de double du pays. Dès ses débuts en 1962, il fait équipe avec l'estonien Toomas Leius, remportant 6 matchs sur 8, puis à partir de 1967, il s'associe avec Alex Metreveli qui deviendra son partenaire attitré sur le circuit. Les deux hommes constituent la paire la plus redoutable de l'histoire de l'équipe d'Union Soviétique, totalisant 18 victoires pour seulement 7 défaites. L'équipe a atteint à quatre reprises la finale de la zone européenne (1967, 1969, 1970 et 1972) et signé des victoires de prestige sur l'Allemagne, la Yougoslavie, l'Italie ou encore la Tchécoslovaquie.
Après sa carrière, il est devenu professeur de tennis à Bakou, puis entraîneur de l'équipe d'Azerbaïdjan de Coupe Davis, entraîneur adjoint de Shamil Tarpischev pour l'équipe de Russie, et enfin au sein de sa propre académie, à Leiria au Portugal.

## Palmarès

### Titre en double messieurs
| No | Date | Nom et lieu du tournoi                       | Catégorie | Surface      | Partenaire     | Finalistes                  | Score                   |  |
| -- | ---- | -------------------------------------------- | --------- | ------------ | -------------- | --------------------------- | ----------------------- |  |
| 1  | 1968 | Tournoi de tennis de Monte-Carlo Monte-Carlo |           | Terre (ext.) | Alex Metreveli | Patrice Beust Daniel Contet | 5-7, 9-7, 6-4, 5-7, 7-5 |  |

## Parcours dans les tournois duGrand Chelem

### En simple
| Année | Open d'Australie | Open d'Australie | Internationaux de France | Internationaux de France | Wimbledon       | Wimbledon   | US Open         | US Open    |
| ----- | ---------------- | ---------------- | ------------------------ | ------------------------ | --------------- | ----------- | --------------- | ---------- |
| 1960  | —                | —                | 1er tour (1/64)          | J-C. Molinari            | —               | —           | —               | —          |
| 1961  | —                | —                | 1er tour (1/64)          | A. Segal                 | —               | —           | —               | —          |
| 1962  | —                | —                | —                        | —                        | 2e tour (1/32)  | D. Ralston  | 1er tour (1/64) | J. McManus |
| 1963  | —                | —                | —                        | —                        | 3e tour (1/16)  | A. Palafox  | —               | —          |
| 1964  | —                | —                | —                        | —                        | 1er tour (1/64) | B. Barnes   | —               | —          |
| 1966  | —                | —                | 2e tour (1/32)           | C. Richey                | 1er tour (1/64) | J. Mukerjea | —               | —          |
| 1967  | —                | —                | 3e tour (1/16)           | T. Okker                 | 1/8 de finale   | J. Cooper   | —               | —          |
| 1968  | —                | —                | —                        | —                        | 1er tour (1/64) | G. Stilwell | —               | —          |
| 1969  | —                | —                | —                        | —                        | 1er tour (1/64) | R. Keldie   | —               | —          |
| 1970  | —                | —                | 1er tour (1/64)          | N. Pietrangeli           | 1er tour (1/64) | I. Țiriac   | —               | —          |
| 1972  | —                | —                | —                        | —                        | 1er tour (1/64) | P. Proisy   | —               | —          |
| 1973  | —                | —                | 1er tour (1/64)          | F. Pala                  | 1er tour (1/64) | W. Durham   | —               | —          |

N.B. : à droite du résultat se trouve le nom de l'ultime adversaire.

### En double
| Année | Open d'Australie | Open d'Australie | Internationaux de France   | Internationaux de France   | Wimbledon                    | Wimbledon               | US Open | US Open |
| ----- | ---------------- | ---------------- | -------------------------- | -------------------------- | ---------------------------- | ----------------------- | ------- | ------- |
| 1968  | —                | —                | —                          | —                          | 1er tour (1/32) A. Metreveli | M. Holeček J. Kodeš     | —       | —       |
| 1969  | —                | —                | —                          | —                          | 1er tour (1/32) A. Metreveli | D. Contet F. Jauffret   | —       | —       |
| 1970  | —                | —                | 1/8 de finale A. Metreveli | Ž. Franulović J. Loyo Mayo | 2e tour (1/16) A. Metreveli  | J. Newcombe T. Roche    | —       | —       |
| 1972  | —                | —                | 1/4 de finale A. Metreveli | P. Cornejo J. Fillol       | 1/8 de finale A. Metreveli   | B. Hewitt F. McMillan   | —       | —       |
| 1973  | —                | —                | 1/8 de finale A. Metreveli | J. Newcombe T. Okker       | 1/8 de finale A. Metreveli   | J. Fassbender K. Meiler | —       | —       |

N.B. : le nom du ou de la partenaire se trouve sous le résultat ; le nom des ultimes adversaires se trouve à droite.